# Едафски фактори
Едафски фактори обухватају физичка, хемијска и биолошка својства земљишта, а исто тако и стена на којима се земљиште развија. За организме који живе у земљи ови фактори су од прворазредног значаја, а такође и за биљке. Биљке се развијају и живе на земљиштима, у земљиштима, на површинама стена. Због тога су ови фактори веома значајни еколошки чиниоци.
У моменту када на површини стена нема образованог земљишта, њена површина преузима улогу станишта, које може да пружи минималне услове почетној фази раста и развоја биљака. Због тога се на површинама стена прво јављају лишајеви и алге. Пошто су површине стена прво изложене физичком распадању, на њима се јављају пукотине које затим насељавају маховине. Пукотине се тако шире и представљају погодно станиште за развој других биљака, које доприносе даљем распадању стена. Током времена на површинама стена стварају се веома плитка земљишта. Док је земљиште веома плитко (неколико милиметара до неколико центиметара) оно је по особинама веома слично стени. Касније постаје све моћније чиме се све више разликује од стене од које је настало.
Земљишта се разликују међу собом по особинама па се према тим разликама на њима јавља одговарајућа вегетација. Услед тога земљиште представља један од еколошких фактора који директно условљава појаву појединих биљака и њихових заједница. Пошто земљишта имају више особина, њихов утицај на вегетацију има комплексан (сложен) карактер. Због тога се сматра да земљиште представља комплекс еколошки фактора.

## Особине земљишта
Особине земљишта се пре свега могу поделити на:
- физичке,
- хемијске и
- биолошке.

### Физичка и хемијска својства земљишта
У физичке особине спадају механички састав, структура, порозност (шупљикавост), водни, ваздушни и топлотни режим, боја итд. Под механичким саставом се подразумева процентуални садржај честица различите величине (прах, песак, шљунак, муљ, глина). Структура је карактер сједињености земљишта честица у агрегате.
Хемијска својства односе се и на чврсти део и на земљишни раствор. Укупан хемијски састав земљишта зависи од хемијског састава свих сфера (хидросфера, атмосфера, биосфера). У земљишту се налазе готово сви елементи из периодног система при чему се већина њих налази у врло малим количинама. Ту спадају:
- органски елементи
- неметали
- метали

У земљишту се у највећој количини налазе кисеоник и силицијум, затим алуминијум и гвожђе, па Ca и Mg и најзад K, после чега се ређају остали елементи. Сви се они овде налазе како у слободном, елементарном стању тако и у различитим хемијским једињењима.
Највећи значај за живот биљака имају, с једне стране, соли калијума, калцијума, магнезијума и гвожђа, а с друге угљена киселина и азотна, фосфорна и сумпорна једињења.
Друга, не мање важна, хемијска особина земљишта је његова реакција. Подлога може бити кисела, базна или неутрална што зависи од концентрације јона. Ако је концентрација водоникових јона већа од концентрације хидроксилних јона, онда је то кисела реакција (обрнуто је базна). Када је концентрација H јона једнака концентрацији OH јона онда је неутрална реакција.
Адсорптивна способност земљишта односи се на то да оно може да прима и извесно време задржава у свом саставу различите материје. најактивније у томе су најситније честице земље. разликују се механичка, физичка, физичко-хемијска, хемијска и биолошка адсорпција.

### Биолошке особине земљишта
У земљишту доминирају биљни организми како по бројности тако и по улози коју имају. То не значи да утицај животињских организама треба занемарити, посебно када се ради о првим фазама разлагања органских материја.
Све биљне организме, који се у земљишту налазе у целини или делимично, делимо на:
- макроорганизме (макрофлора) и
- микроорганизме (микрофлора).

#### Макрофлора и макрофауна
Значај макрофлора у земљишту огледа се пре свега у улози коју имају коренови системи. Они су један од главних извора органских материја и њихова маса далеко превазилази масу свих осталих земљишних организама.
У земљишту се налази и велики број животиња (макрофауна) од којих га неке насељавају стално а неке само привремено. Оне својом активношћу доприносе одржавању његове повољне мрвичасте структуре, његовој аерацији (проветравање) и дренажи.
Од представника макрофауне земљишта могу се навести: глодари, бубоједи, инсекти, мокрице, прегљеви, пужеви, стоноге, пауци и глисте.

#### Микрофлора и микрофауна
Чине је бактерије, актиномицете, гљиве и алге. Број бактерија у земљишту је огроман, посебно ако је оно плодно. Деле се на хетеротрофне и аутотрофне.
Актиномицете чине прелазну групу између бактерија и гљива. Оне су углавном аероби (живе у присуству кисеоника). Имају важну улогу у разлагању органских материја при чему се ослобађају хранљиви елементи. Посебан значај имају у кружењу азота у земљишту који би без њих дуже време остао у неприступачном облику, ван домашаја виших биљака. Осим тога оне у земљишту луче и антибиотике.
Раније се првенствени значај за биохемијске процесе у земљишту приписивао бактеријама, док је значај гљива био занемарен. Данас се зна да је улога гљива у кружењу материје веома велика. Гљиве утичу на структуру земљишта (обезбеђују његову стабилност), усвајање минералног азота, разлагање органских материја, образовање хумуса и делују на друге микроорганизме.
Алге су организми који врше фотосинтезу па су због тога највише распоређене на површини земљишта. Вода је за њих изузетно важна па их највише има у влажним земљиштима. Скоро све алге у земљишту су микроскопске и највише има модрозелених и зелених алги.
За земљишне процесе у микрофауни су најважнији ваљкасти црви (нематоде) и праживотиње. Број нематода може да буде и неколико милијарди на 1 хектар.